# زیست‌محوری
زیست‌محوری یا زیست‌مرکزی (به انگلیسی: Biocentrism) نام یک نظریه کیهان شناختی است. این نظریه در سال ۲۰۰۷ توسط رابرت لنزا مطرح گردید.
بر طبق این دیدگاه، زیست‌شناسی و بالاخص حیات بیولوژیکی، پایه و اساس جهان هستی معرفی می‌گردد، و حیات و زندگانی است که جهان هستی را خلق می‌کند، و نه بالعکس. برطبق این نظریه، تئوری‌های کنونی علمی تا زمانی که به چشم‌پوشی از خودآگاهی و مسائل پیرامون آن ادامه می‌دهند، هرگز قادر به ارائهٔ توصیفی درست از جهان هستی نخواهند بود.
نظریه زیست‌مرکزی لانزا بر پایهٔ مفاهیم مکانیک کوانتمی استوار شده‌است. این دیدگاه با اینکه جایگاه فیزیک کلاسیک و شیمی را واجب و لازم می‌داند، اما علم زیست‌شناسی را ارجح‌تر از باقی علوم قرار می‌دهد.
منتقدین اذعان می‌دارند که مهم‌ترین ایراد این نظریه غیرقابل بودن آزمایش آن است، اما لانزا معتقد است که آزمایش‌های برهمنهش کوانتمی در رد یا ادعای آن تاییدی خواهد بود.